# Uberto di Toscana
Uberto di Toscana, o di Tuscia (920/24/25 – 15 settembre 967/70), è stato un nobile franco fu marchese di Toscana dal 937 all'968 circa e duca di Spoleto dall'943 all'946.

## Origine
Unico figlio illegittimo del marchese del regno di Provenza e poi Re di Provenza, pur mantenendo il titolo di Marchese e re d'Italia, Ugo d'Arles e di Wandelmoda, che il cronista, Liutprando da Cremona, vescovo di Cremona, definisce nobilissima. Ugo di Provenza o di Arles era il figlio primogenito del conte di Arles, Tebaldo (ca 860-895) e di Berta di Lotaringia (863-925), figlia terzogenita del re di Lotaringia Lotario II e della seconda moglie, Waldrada (scomunicata in quanto considerata concubina, da papa Nicola I), quindi nipote dell'imperatore Lotario I (Ugo menzionò i propri genitori, Tebaldo e Berta nel documento della fondazione del monastero di San Pietro, del 924 e in una donazione dell'8 marzo 934).

## Biografia
Nel 936, sempre secondo Liutprando, l'ambizione sfrenata di Willa di Borgogna spinse il marito Bosone a ribellarsi al padre di Uberto, suo fratello Ugo. Willa fu inviata in Borgogna, presso la famiglia d'origine, mentre Bosone fu destituito e fatto arrestare dal fratello Ugo, che, nel 937, nominò Uberto margravio di Toscana.
Nel 941, Uberto fu nominato conte palatino e, nel 943 circa, fu fatto duca di Spoleto e margravio di Camerino dopo che Sarlione, che aveva sconfitto e ucciso il precedente duca, Anscario di Spoleto, era stato rimosso e costretto a ritirarsi in monastero da suo padre Ugo.
Come signore della Toscana e di Spoleto, Uberto ebbe il dominio dell'Italia centrale, che resse con fermezza.
Dal 946 il marchese d'Ivrea Berengario II divenne l'aristocratico più potente in Italia, ma nonostante la morte di suo padre Ugo, Uberto, pur venendo sostituito da un nuovo marchese a Spoleto, inizialmente mantenne la propria posizione in Toscana. Tuttavia, una volta asceso al trono, Berengario II lo rimosse dalla carica, assegnando il marchesato di Toscana al supponide Ugo I.
Papa Giovanni XII, che si trovava a subire le angherie di Adalberto II d'Ivrea, figlio di Berengario II invitò Ottone il Grande, re di Germania, ad attraversare le Alpi, farsi incoronare imperatore e impadronirsi del regno d'Italia al posto di Berengario. Ottone raggiunse Roma, passando da Ravenna, perché il marchesato di Toscana era rimasto fedele a Adalberto e Berengario. Ottone I, che il 2 febbraio 962, era stato incoronato Imperatore da Giovanni XII, ritornando verso nord prese il controllo del margraviato di Toscana.
Non si conosce l'anno esatto della morte di Uberto, che è ritenuto il fondatore della chiesa della Badia Fiorentina di Firenze, ma era già deceduto al principio degli anni 970, quando il marchesato di Toscana passò a suo figlio Ugo.

## Matrimonio e discendenza
Uberto, nel 945 circa, aveva sposato Willa (prima metà del X secolo- dopo il 978), appartenente al clan degli Hucpoldingi e figlia di Bonifacio II di Spoleto e di Waldrada, appartenente alla dinastia dei Rodolfingi e figlia di Rodolfo I di Borgogna, re di Borgogna Transgiurana. Uberto da Willa, che aveva fondato il convento di San Ponziano a Lucca, come risulta da un documento dell'Imperatore, Ottone III, ebbe due figli:
- Ugo detto Il Grande (ca. 950 - 1001), margravio di Toscana;
- Waldrada (ca. 950 - dopo il  976), che sposò Pietro IV Candiano, doge di Venezia.

## Ascendenza
|                     |   |                          | Genitori            |  |  | Nonni |  |  | Bisnonni           |  |  | Trisnonni         |  |
|                     |   |                          |                     |  |  |       |  |  | Uberto del Vallese |  |  | Bosone il Vecchio |  |
|                     |   |                          |                     |  |  |       |  |  | Uberto del Vallese |  |  | Bosone il Vecchio |  |
|                     |   | …                        |                     |  |  |       |  |  | Uberto del Vallese |  |  |                   |  |
| Tebaldo d'Arles     |   |                          |                     |  |  |       |  |  | Uberto del Vallese |  |  |                   |  |
|                     |   | …                        | …                   |  |  |       |  |  |                    |  |  |                   |  |
|                     |   | …                        | …                   |  |  |       |  |  |                    |  |  |                   |  |
|                     |   | …                        | …                   |  |  |       |  |  |                    |  |  |                   |  |
| Ugo d'Italia        |   | …                        |                     |  |  |       |  |  |                    |  |  |                   |  |
|                     |   | Lotario II di Lotaringia | Lotario I           |  |  |       |  |  |                    |  |  |                   |  |
|                     |   | Lotario II di Lotaringia | Lotario I           |  |  |       |  |  |                    |  |  |                   |  |
|                     |   | Lotario II di Lotaringia | Ermengarda di Tours |  |  |       |  |  |                    |  |  |                   |  |
| Berta di Lotaringia |   | Lotario II di Lotaringia |                     |  |  |       |  |  |                    |  |  |                   |  |
|                     |   | Waldrada di Wormsgau     | …                   |  |  |       |  |  |                    |  |  |                   |  |
|                     |   | Waldrada di Wormsgau     | …                   |  |  |       |  |  |                    |  |  |                   |  |
|                     |   | Waldrada di Wormsgau     | …                   |  |  |       |  |  |                    |  |  |                   |  |
| Lotario II d'Italia |   | Waldrada di Wormsgau     |                     |  |  |       |  |  |                    |  |  |                   |  |
|                     | … | …                        |                     |  |  |       |  |  |                    |  |  |                   |  |
|                     | … | …                        |                     |  |  |       |  |  |                    |  |  |                   |  |
|                     | … | …                        |                     |  |  |       |  |  |                    |  |  |                   |  |
| …                   | … |                          |                     |  |  |       |  |  |                    |  |  |                   |  |
|                     |   | …                        | …                   |  |  |       |  |  |                    |  |  |                   |  |
|                     |   | …                        | …                   |  |  |       |  |  |                    |  |  |                   |  |
|                     |   | …                        | …                   |  |  |       |  |  |                    |  |  |                   |  |
| Wandelmoda          |   | …                        |                     |  |  |       |  |  |                    |  |  |                   |  |
|                     |   | …                        | …                   |  |  |       |  |  |                    |  |  |                   |  |
|                     |   | …                        | …                   |  |  |       |  |  |                    |  |  |                   |  |
|                     |   | …                        | …                   |  |  |       |  |  |                    |  |  |                   |  |
| …                   |   | …                        |                     |  |  |       |  |  |                    |  |  |                   |  |
|                     |   | …                        | …                   |  |  |       |  |  |                    |  |  |                   |  |
|                     |   | …                        | …                   |  |  |       |  |  |                    |  |  |                   |  |
|                     |   | …                        | …                   |  |  |       |  |  |                    |  |  |                   |  |
|                     |   | …                        |                     |  |  |       |  |  |                    |  |  |                   |  |

### Fonti primarie
- (LA)  Annales Bertiniani.
- (LA)  Rerum Gallicarum et Francicarum Scrptores tomus IX.
- (LA)  Recueil des Chartes de l'Abbaye de Cluny, tome I.
- (LA)  Monumenta Germaniae Historica, Scriptores, tomus III.
- (LA)  Monumenta Germaniae Historica, Diplomatum Regum et Imperatorum Germaniae, tomus II.

### Letteratura storiografica
- C. W. Previté-Orton, "L'Italia nel X secolo", cap. XXI, vol. II (L'espansione islamica e la nascita dell'Europa feudale) della Storia del Mondo Medievale, 1999, pp. 662–701.
- Louis Halphen, "Il regno di Borgogna", cap. XXV, vol. II (L'espansione islamica e la nascita dell'Europa feudale) della Storia del Mondo Medievale, 1999, pp. 807–821.